# Церковь Покрова Пресвятой Богородицы (Каменск-Шахтинский)
Церковь Покрова Пресвятой Богородицы —  православный храм Шахтинской и Миллеровской епархии, Каменское благочиние. Однокупольный храм, завершенный луковичным куполом, с трапезной и колокольней.

## История
Храм был заложен 14 октября 1991 года в день Покрова Пресвятой Богородицы. Его строительство началось в 1996 году и велось на пожертвования жителей города, казачества, средства предприятий и организаций города, а также частных предпринимателей.
Купола храма (большой купол весит 10 тонн) изготовила волгодонская фирма «Росзаводстрой». Колокольня имеет шесть колоколов — пять колоколов малой звонницы и колокол-благовест весом 350 кг, около метра в диаметре. Все колокола отлиты в Воронеже. Чугунное литье церковной ограды изготовлено в ремонтно-механическом цехе химкомбината.
Храм был торжественно открыт 14 октября 2003 года, его освятил настоятель — священник Георгий Волощук. При храме открыта воскресная школа, действует приходская библиотека, благотворительная столовая. Также здесь работает сестричество, которое окормляет некоторые отделения «Городской больницы № 1», детский приют, среднюю школу № 10, Исправительное учреждение 398/12, дом престарелых в хуторе Малая Каменка, войсковые части № 18590 и № 21241. Действуют церковные хоры «Знамение» и «Светоч» (руководитель Людмила Волощук).
В 2011г. в храме был перезахоронен местночтимый святой протоиерей Михаил Иванов (почил 1902 г.).  До революции 1917 г. он был настоятелем Христорождественской церкви. Верующие всегда обращаются к нему со своими скорбями.
В настоящее время настоятелем храма является иерей Владислав Касьянов. который в июне 2019 года стал благочинным Каменск-Шахтинского округа.
Церковь находится по адресу: переулок Башкевича, 85. Воскресная школа находится в здании старого храма по адресу улица Гагарина, 91.
Интересно, что церковь построена у места, на котором с 1914 года строилась каменная церковь Святых Петра и Павла. Достроена она не была, в 1921 разобрана, и в настоящее время в память о ней установлен крест.

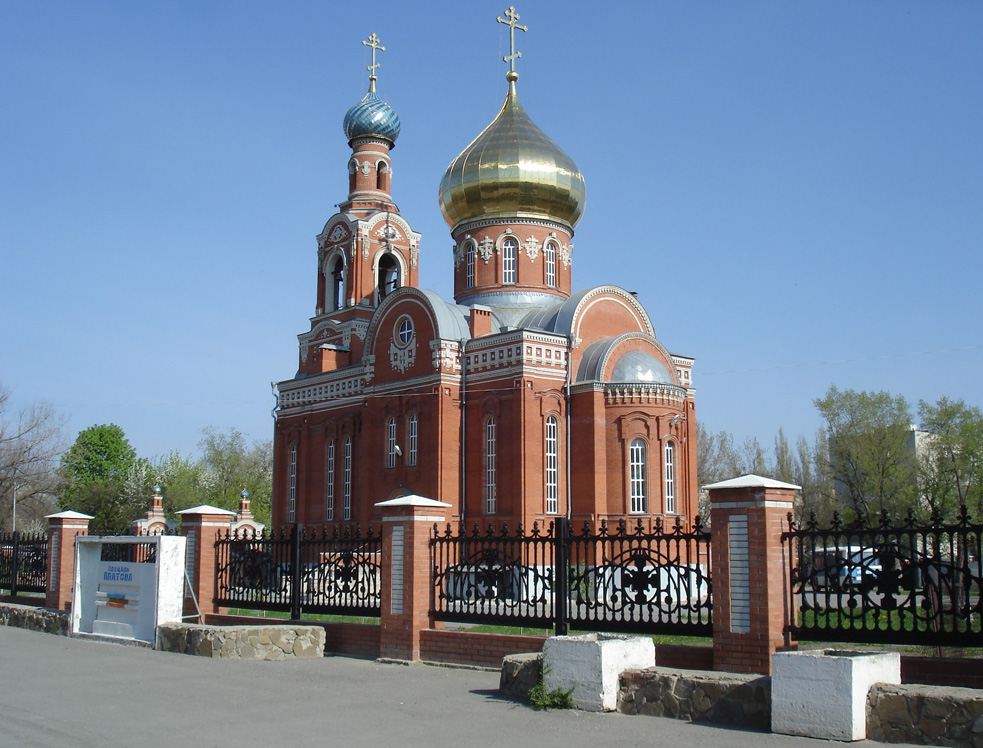
Церковь Покрова Пресвятой Богородицы
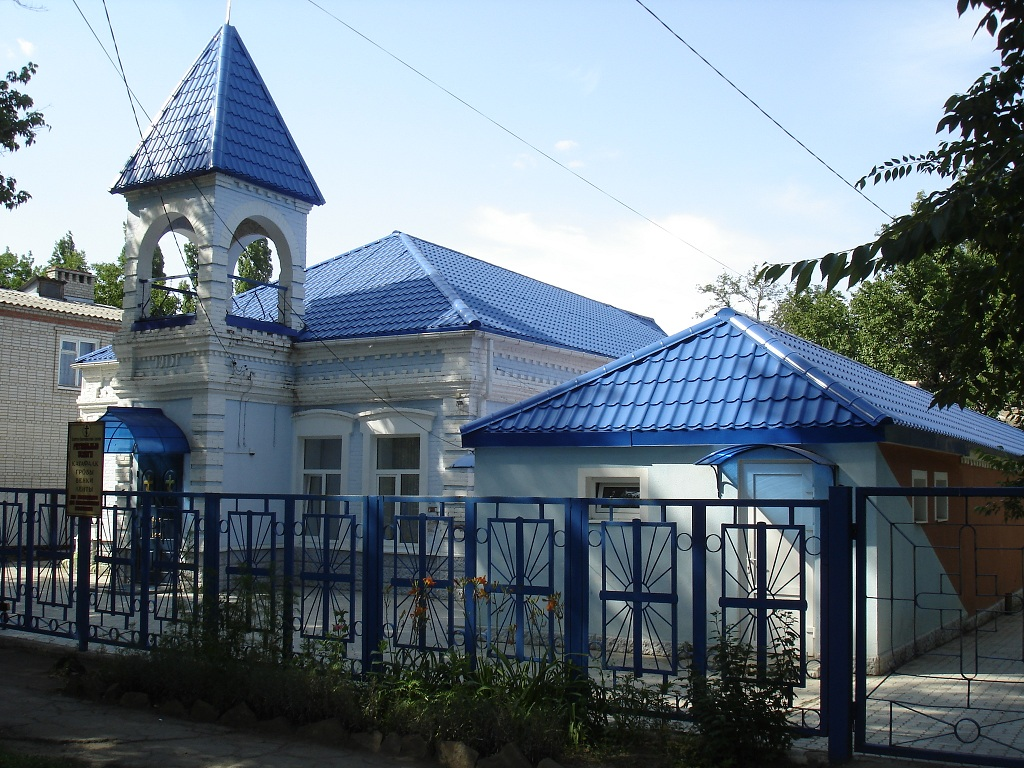
Церковь Покрова Пресвятой Богородицы, старое здание
Крест на месте разрушенного храма Святых апостолов Петра и Павла
Мемориальная доска на кресте